# Kępa Chwałowska
Kępa Chwałowska – wieś w Polsce położona w województwie świętokrzyskim, w powiecie sandomierskim, w gminie Dwikozy nad Wisłą.
W latach 1975–1998 miejscowość administracyjnie należała do województwa tarnobrzeskiego.
Podczas powodzi w czerwcu 2010 pękł wał na Wiśle w miejscowości Winiary. W wyniku tego zdarzenia Kępa Chwałowska została zalana.